# Katanaikana Hosahalli, Davanagere
Katanaikana Hosahalli là một làng thuộc tehsil Davanagere, huyện Davanagere, bang Karnataka, Ấn Độ.